# Hylotelephium
A Hylotelephium a kőtörőfű-virágúak (Saxifragales) rendjébe, ezen belül a varjúhájfélék (Crassulaceae) családjába és a fáskövirózsa-formák (Sempervivoideae) alcsaládjába tartozó nemzetség.
Ennek a növénynemzetségnek a legtöbb faját, korábban a varjúháj (Sedum) nevű nemzetségbe sorolták be; újabban azonban különálló összefoglaló taxont alkottak meg ezeknek. Ettől eltérően egyes rendszerezők és források még mindig Sedum-fajokként kezelik az áthelyezetteket.

## Előfordulásuk
A Hylotelephium nevű növénynemzetség eredeti előfordulási területe az majdnem az egész Eurázsia, beleértve számos arktiszi szigetet is; ez alól kivételt képez az Ír-sziget, Portugália, a Földközi-tenger főbb szigetei, valamint Ázsia sivatagos országai és a kontinens délebbi részei. Észak-Amerikában a keleti egyharmadban őshonosak. Az ember sokukat kedveli és emiatt dísznövényként a világon sokfelé betelepítette.

## Rendszerezés
Az alábbi fajokat és hibridet a következő fajcsoportokba sorolják be: Hylotelephium sect. Anacampseros Grulich (1984), Hylotelephium sect. Hylotelephium H.Ohba, Hylotelephium sect. Populisedum (A.Berger) H.Ohba (1978) és Hylotelephium sect. Sieboldiana (H.Ohba) H.Ohba (1995).
A nemzetségbe az alábbi 26 faj és 1 hibrid tartozik:
- Hylotelephium anacampseros (L.) H.Ohba
- Hylotelephium angustum (Maxim.) H.Ohba
- Hylotelephium × bergeri B.Bock
- Hylotelephium bonnafousii (Raym.-Hamet) H.Ohba
- Hylotelephium callichromum H.Ohba
- Hylotelephium cauticola (Praeger) H.Ohba
- Hylotelephium cyaneum (Rudolph) H.Ohba
- Hylotelephium erythrostictum (Miq.) H.Ohba
- Hylotelephium ewersii (Ledeb.) H.Ohba
- bablevelű varjúháj (Hylotelephium maximum) (L.) Holub
- Hylotelephium mingjinianum (S.H.Fu) H.Ohba
- Hylotelephium pallescens (Freyn) H.Ohba
- Hylotelephium pluricaule (Maxim.) H.Ohba
- Hylotelephium populifolium (Pall.) H.Ohba
- Hylotelephium sieboldii (Regel) H.Ohba
- Hylotelephium sordidum (Maxim.) H.Ohba
- pompás varjúháj (Hylotelephium spectabile) (Boreau) H.Ohba
- Hylotelephium sukaczevii (Maximova) S.B.Gontch. & A.V.Grebenjuk
- Hylotelephium tatarinowii (Maxim.) H.Ohba
- Hylotelephium telephioides (Michx.) H.Ohba
- Hylotelephium telephium (L.) H.Ohba - típusfaj
- Hylotelephium tianschanicum V.V.Byalt & Lazkov
- Hylotelephium uralense (Rupr.) V.V.Byalt
- Hylotelephium ussuriense (Kom.) H.Ohba
- Hylotelephium verticillatum (L.) H.Ohba
- Hylotelephium viride (Makino) H.Ohba
- Hylotelephium viviparum (Maxim.) H.Ohba